# 太田多門
太田 多門（おおた たもん、5月13日 - ）は、日本の漫画家。愛媛県松山市出身、東京都在住。本名同じ。

## 経歴
- 1996年 コミックゲーメストで漫画版 餓狼伝説SPECIAL 連載（ ストーリー原作 ・ペンネーム TAMON ）
- 2006年 月例マンガ賞 新GIガンガン杯12月期 IVUKI －イヴキ－ 特別奨励賞受賞
- 2007年 フレッシュガンガン春号 読切作品 IVUKI 掲載
- 2009年 少年ガンガン9月号 漫画版 HEROMAN 連載開始（2011年11月号 連載終了）
- 2010年 イーグレープ社 ボランティア100年やってます－救世軍もつらいよ－ 挿絵

## 人物
- プロテスタント・クリスチャン
- 2018年に指定難病57番「突発型拡張性心筋症」を発病し、闘病生活を送る[1]。周囲のフォロー・援助もあり、休載中だった「ガンダム Gのレコンギスタ」のコミカライズは完結までのネームを書き切った[2]。

## 作品リスト

### 連載漫画
- 餓狼伝説SPECIAL（1996年 コミックゲーメスト〈新声社〉 全1巻）
- HEROMAN（ 2009年 - 2011年 月刊少年ガンガン〈スクウェア・エニックス〉 全5巻）
- ガンダム Gのレコンギスタ（ガンダムエース〈KADOKAWA・角川書店〉2014年10月号 - 連載中、既刊5巻）

### 読切漫画
- IVUKI（2007年 フレッシュガンガン春号〈スクウェア・エニックス〉）

### 著書
- ボランティア100年やってます－救世軍もつらいよ－（2010年 イーグレープ）